# Porco Rosso
Porco Rosso (紅の豚, Kurenai no buta, litt. Cochon rouge vif) est un film d'animation japonais réalisé en 1992 par Hayao Miyazaki au sein du studio Ghibli. Il raconte les aventures d'un pilote d'hydravion à tête de cochon dans l'Italie des années 1920.

## Synopsis
Le film s'ouvre sur le texte suivant :
« Ce film conte une histoire du porc vaillant surnommé « le Porc rouge », qui se bat contre les pirates de ciel, pour son honneur, pour sa Madone d'adoration et pour ses biens. La scène se passe en les Mers Méditerranées à l'époque où l'hydravion gouverne les eaux de mer. »
En Italie, durant la période de l'entre-deux-guerres, sur fond de récession économique et de montée du fascisme, Marco Pagot, un ancien pilote émérite du corps aéronautique (it) de l'armée royale italienne, se voit transformé en cochon et se reconvertit en chasseur de primes sous le nom de « Porco Rosso ». Vivant sur une île déserte perdue dans l'Adriatique, il écoute à la radio son air préféré, Le Temps des cerises en lisant une revue de cinéma, lorsque son téléphone sonne : les Mamma Aiuto, des pirates de l'air, comptent attaquer un paquebot transportant de l'or. Peu intéressé, Marco s’apprête à raccrocher lorsque son interlocuteur lui précise qu’un groupe d'écolières se trouve à bord, convainquant le cochon d’agir. Celui-ci démarre son hydravion rouge à la manivelle et décolle, mais arrive trop tard ; les bandits ont déjà enlevé l'or et les fillettes ; il s’élance alors à leur poursuite. Essuyant quelques soucis techniques, Marco finit par rejoindre les Mamma Aiuto et engage le combat, les contraignant à amerrir. Le cochon fait un marché avec les pirates : il leur laisse la moitié de l’or, et récupère le reste avec les otages.
À l'hôtel Adriano, établissement fréquenté par les pilotes d'hydravions de la région, bandits, mercenaires et chasseurs de primes, la patronne Gina chante Le Temps des cerises ; une coalition de pirates engage Donald Curtis, un aviateur américain ayant plusieurs trophées à son actif, afin de se débarrasser de Porco Rosso. Ce dernier amerrit et range son avion le long du quai de l’hôtel, avant de rentrer dans le bar pour commander un verre. Curtis se lève et engage la conversation avec le cochon, qui le met en garde contre une alliance avec les pirates. Fidèle à sa réputation, Gina calme en quelques paroles une bagarre prête à éclater entre ces derniers et Porco. Alors que celui-ci déjeune à une table à part, la maîtresse de maison le rejoint ; elle lui apprend que les restes de son 3e mari, disparu en Asie trois ans auparavant, ont finalement été retrouvés au fin fond du Bengale. Marco reste le dernier de ses anciens amis pilotes, figurant sur une photo à proximité, et Gina se demande comment le délivrer de son sort et lui rendre une apparence humaine.
Alors que Marco récupère sa paye et passe récupérer des munitions chez son armurier, la coalition des pirates du ciel, accompagnée de Curtis, attaque le Reine de la Méditerranée, un paquebot de luxe. De retour sur son île, Porco constate que son hydravion a besoin d’une révision ; il entend à la radio que les bandits ont pillé le navire et laissé un message à son intention : « La prochaine fois c'est ton tour, Porco, on t'attend ! ». Ignorant l'avertissement, il part pour Milan, mais est repéré en chemin par Curtis, qui profite de ses ennuis mécaniques pour l'abattre. L'Américain descend récupérer un morceau de l'avion rouge comme preuve, et repart, sans voir que son rival a pu atterrir sur une île et se cacher. Morte d’inquiétude en apprenant la nouvelle, Gina s’apprête à partir à la recherche de son ami, mais reçoit un coup de téléphone de ce dernier ; au bout de deux jours, il a été récupéré par un bateau, et se dirige vers Milan, sommet du triangle industriel, pour faire réparer son avion, dont le moteur et les ailes ont été détruits. Il lui demande de transmettre un message à Curtis pour lui dire qu'ils se reverront, ce qui met la patronne de l'hôtel Adriano en colère.
Après avoir voyagé par bateau, puis en train, Marco arrive chez Piccolo S.p.A, son manufacturier aéronautique et ami de longue date. Il est accueilli par le tenancier des lieux et sa petite-fille de 17 ans, Fio. Apprenant que c’est cette dernière qui va s'occuper des plans pour la réparation de son avion, le cochon s’apprête à partir, mais la jeune fille le convainc de rester. Le lendemain matin, Porco s’aperçoit qu'elle a passé la nuit à travailler, et après avoir discuté avec elle, est convaincu qu'elle fera du bon travail. Pour usiner les nouvelles ailes de l'hydravion, Piccolo embauche toutes les femmes de sa famille de ses petites-nièces aux arrière-grand-mères ; avec la crise, tous les hommes sont partis chercher du travail ailleurs. Le vieil homme s'occupe quant à lui du moteur de remplacement, un Ghibli qui a été battu de justesse par Curtis lors d'un rallye, selon lui à cause du mécanicien. Toutes les femmes, et particulièrement Fio, travaillent d'arrache-pied, et l'hydravion est bientôt prêt pour passer les tests de vol.
Parallèlement, Marco rencontre un ancien camarade du corps aéronautique, Ferrarin, qui le met en garde : le nouveau régime fasciste le recherche et veut saisir son avion. Il lui propose de rejoindre l'armée de l'air italienne pour se protéger, mais Porco décline l'offre. Remarquant qu'il est effectivement filé par des agents de la police fasciste, qu'il parvient à semer, le cochon décide de décoller la nuit même, sans procéder aux essais préalables. Alors que les agents commencent à cerner l'entrepôt Piccolo, Fio installe un siège supplémentaire pour accompagner Marco en tant que mécano, afin de procéder aux derniers réglages en vol. Ce dernier proteste, estimant que la place d'une jeune femme n'est pas à ses côtés, mais finit par se laisser convaincre. Tandis que la police fasciste donne l'assaut, ils démarrent le long du Naviglio, pendant que les employés de Piccolo font mine que Marco les a fait travailler de force et a enlevé Fio. Au prix de quelques acrobaties le long du canal, ils parviennent finalement à décoller, et croisent Ferrarin qui les aide à éviter l'embuscade de l'armée de l'air.
À l'hôtel Adriano, Curtis s’introduit dans le jardin de Gina pour la courtiser ; il lui propose de faire du cinéma à Hollywood avec lui pour son projet de film, Le Bouquet de l'Adriatique, avec lequel il espère commencer une carrière d'acteur, dont il compte se servir comme tremplin pour devenir à terme président des États-Unis. La patronne de l'hôtel repousse poliment ses avances et se met alors à lui parler du pari qu'elle s’est fait à elle-même : si Marco vient la rejoindre dans son jardin, elle trouvera le courage de lui avouer ses sentiments. En voyant arriver l'appareil de ce dernier, faisant quelques loopings autour de l'hôtel pour la saluer, elle se souvient de son adolescence avec son ami sur un vieil hydravion baptisé « Adriano ». Surpris qu’elle puisse être amoureuse d’un cochon, Curtis s’insurge, mais est rabroué. Dans l'avion, Fio et Porco parlent de Gina, et la jeune femme se demande si Marco en est épris. Après un arrêt pour faire le plein, ils se dirigent vers le repaire du chasseur de primes.
En arrivant, sur l'île de Porco, le cochon et sa mécano sont surpris par les membres de la coalition des pirates qui les y attendent, par dizaines, armés jusqu’aux dents. Ceux-ci sont surpris par la présence de la jeune fille, d’autant que Marco la présente comme l'ingénieur de Piccolo et en brosse un portrait flatteur. Les bandits décident de détruire le nouvel avion de leur adversaire, mais Fio ne l'entend pas de cette oreille, et leur fait la leçon en leur parlant de l'honneur des pilotes d’hydravions. Décidant de ne pas toucher à son œuvre, les pirates veulent se rabattre sur le cochon, mais la jeune femme les rabroue à nouveau en les accusant d'avoir engagé un pilote étranger et de vouloir maintenant se débarrasser du seul homme capable de restaurer l'honneur des aviateurs de l'Adriatique. Alors que les membres de la coalition discutent, Curtis arrive et les modalités du duel, qui sera organisé par les Mamma Aiuto, sont établies : si l'Américain gagne, Fio devra l’épouser, mais si Marco gagne, son adversaire payera la facture du nouvel hydravion.
Le soir venu, Porco prépare ses munitions pendant que Fio est couchée ; un bref instant, la jeune fille croit le voir avec une tête humaine. Elle lui demande alors si l'embrasser sur la gueule pourrait lui rendre son humanité comme dans l'histoire du prince transformé en grenouille, ce dont il se moque avec dérision. Ayant été bercée dans sa jeunesse par les récits des prouesses de l'aviateur, elle lui demande par la suite de lui raconter une histoire pour s'endormir. Il lui narre alors le jour où, durant le dernier été de la Première Guerre mondiale, il a perdu ses amis dans un combat aérien, dont Berlini qui avait épousé Gina deux jours auparavant. Ayant failli y rester lui-même, il s’est retrouvé au-dessus d’une mer de nuages, où il a eu la vision de ses camarades rejoignant un grand ruban formé par tous les aviateurs tombés au combat aux commandes de leur appareil.
Le jour du duel arrive ; les Mamma Aiuto ont organisé une kermesse et beaucoup de gens sont là pour assister au combat aérien. Après la présentation des enjeux, les deux aviateurs décollent ; Marco vole au ras de l'eau et laisse l'Américain gaspiller ses munitions, puis parvient à se placer derrière son adversaire avec un triple looping, mais il refuse de tirer, hanté par ses souvenirs de guerre. À l'hôtel Adriano, Gina s'apprête à partir pour assister au duel, mais reçoit un message de TSF adressé par Ferrarin, qui lui annonce que l'armée a localisé Porco et est en route. En l'air, le combat se poursuit, mais la mitrailleuse du cochon est enrayée, et l'Américain n'a plus de munitions. Refusant le match nul, ce dernier sort son revolver, et ils finissent par se lancer tout ce qui leur tombe sous la main. Après avoir amerri, ils continuent le combat dans l'eau à mains nues ; le duel se transforme officiellement en match de boxe, et après quelques rounds, les deux aviateurs ne parviennent pas à se départager, refusant la défaite malgré leurs visages tuméfiés et déformés par les coups. Marco reproche à l'Américain d’être un coureur de jupon invétéré, tandis que Curtis accuse le cochon de vouloir garder Fio et Gina pour lui ; il lui apprend que cette dernière est amoureuse de lui et l'attend depuis des années dans son jardin. À la reprise suivante, les deux hommes tiennent à peine debout. Alors qu'ils s’assomment mutuellement, la patronne de l'Adriano arrive et gronde Porco Rosso, lui demandant s'il compte faire le malheur d’une autre femme. Le reproche a pour effet de remettre le cochon sur pieds, ce qui lui permet de gagner le duel. Cependant, la foule doit se disperser avant l'arrivée de l'armée de l'air, et Gina invite tout le monde à l'hôtel. Le chef des Mamma Aiuto remet l'argent de la facture au vainqueur, et Curtis, bon joueur, admet sa défaite. Malgré les protestations de la jeune femme qui souhaiterait rester sa partenaire, Marco remet Fio à la patronne de l'Adriano en lui demandant de la ramener à une vie honnête ; au moment où elles décollent, la jeune ingénieure de Piccolo embrasse furtivement le cochon sur la gueule. Celui-ci et l'Américain restent seuls sur place et voient l'armée de l'air arriver ; alors qu’ils s’apprêtent à décoller à nouveau pour attirer les militaires loin de l'hôtel, Curtis croit remarquer un changement sur le visage de son rival.
Hors champ, Fio raconte qu’elle est par la suite devenue très amie avec Gina, mais qu’elles n’ont plus revu Porco. Cette amitié s’est poursuivie à travers les guerres et les crises, et la jeune fille, ayant repris l'entreprise Piccolo, passe tous ses étés à l'hôtel Adriano. Donald Curtis n'est toujours pas devenu président des États-Unis mais a fait carrière dans le cinéma et leur écrit régulièrement, tandis que les pirates fréquentent toujours le lieu de villégiature. Le dénouement du pari de Gina est devenu leur secret, mais lorsque Fio survole l'île de l'hôtel, un hydravion rouge est visible, amarré du côté du jardin, laissant supposer que Marco a définitivement quitté sa forme de cochon et accepté l'amour de sa vieille amie.

## Fiche technique
- Titre original : Kurenai no buta
- Titre français : Porco Rosso
- Réalisation : Hayao Miyazaki
- Scénario : Hayao Miyazaki
- Musique : Joe Hisaishi
- Photographie : Atsushi Okui
- Pays d'origine :  Japon
- Format : couleurs
- Durée : 93 minutes
- Dates de sortie :
  - Japon : 18 juillet 1992
  - France : 21 juin 1995

## Distribution
| Personnages                                          | Japonais                           | Français                                                    |
| ---------------------------------------------------- | ---------------------------------- | ----------------------------------------------------------- |
| Marco Pagot / Porco Rosso                            | Shūichirō Moriyama                 | Jean Reno                                                   |
| Fio                                                  | Akemi Okamura                      | Adèle Carasso                                               |
| Donald Curtis                                        | Akio Ōtsuka                        | Jean-Luc Reichmann                                          |
| Gina                                                 | Tokiko Kato (en)                   | Sophie Deschaumes                                           |
| Paolo Piccolo                                        | Sanshi Katsura (en)                | Gérard Hernandez                                            |
| Ferrarin                                             |                                    | Éric Herson-Macarel                                         |
| Chef des Mama Aiuto                                  |                                    | Jean-Pierre Carasso                                         |
| Gang des Mama Aiuto                                  | Reizō Nomoto Osamu Saka Yū Shimaka | Gilbert Lévy Daniel Lafourcade Stéphane Bazin Julien Kramer |
| Jeune vendeur                                        |                                    | Cédric Dumond                                               |
| Banquier / Armurier / Voix de la radio / Petit vieux |                                    | Jean-Claude Donda                                           |
| Journaliste                                          |                                    | Daniel Lafourcade                                           |
| Poursuivant                                          |                                    | Pierre Laurent                                              |
| Barman                                               |                                    | Jacques Brunet                                              |

- Version française
  - Studio de doublage : Dubbing Brothers[3]
  - Direction artistique : Jean-Marc Pannetier
  - Adaptation : Jean-Marc Pannetier et Jean-Pierre Carasso

## Production

### Genèse
Porco Rosso est à l'origine basé sur trois petites bandes dessinées publiées par Miyazaki dans un magazine de modélisme, Model Graphix, sous le titre L'Ère des hydravions (飛行艇時代, Hikōtei Jidai) en 1989. Elles mettent en action un cochon pilote d'hydravion, parmi d'autres cochons soldats, et les épisodes principaux sont directement à l'origine du scénario de Porco Rosso. Les anecdotes relatées par ces trois vignettes sont intégrées dans le film, et quelques croquis durant le générique de fin font allusion aux vignettes.
Porco Rosso doit être au départ une adaptation courte (45 minutes) et légère du manga de Miyazaki L’Ère des Hydravions, destinée à être projetée sur les vols de Japan Airlines. Au fil de la conception du film, l'œuvre est devenue un long métrage marqué par la gravité de la guerre qui se déroulait au même moment en ex-Yougoslavie.
Malgré la légèreté apparente du film, qui a originellement pour but de détendre les équipes du studio Ghibli qui viennent de terminer Omoide poro poro, Porco Rosso est un réquisitoire contre la guerre et ses absurdités, abordant des thématiques comme le mythe du héros.

### Musique
La bande originale du film, composée par Joe Hisaishi en 1992, fait appel à des rythmes, des harmonies, des mélodies d'inspiration italienne, utilisant par exemple la chanson 'O sole mio. Dans la version originale c'est la Seiyū Tokiko Kato qui chante en français le morceau Le Temps des cerises. Mais lors de la première version française du film, cette chanson est chantée par Sophie Deschaumes. Présente dans la VHS sortie en 1999, cette version sera enlevée et remplacée par la version japonaise dans le DVD.[réf. nécessaire]

## Analyse

### L’Europe de l'entre-deux guerres et la politique
Porco Rosso est une des rares œuvres de Miyazaki où le scénario s'inscrit dans des frontières géographiques et historiques assez précises, construisant une histoire qu'on pourrait alors croire inspirée de faits réels. L'ouverture du film annonce une action située du côté italien de l'Adriatique. Les paysages, et le fait que Miyazaki a déclaré avoir été marqué par les événements en ex-Yougoslavie pendant l'élaboration du film, suggèrent la partie Adratique de la Croatie, dans la région de l'Istrie ou de la Dalmatie, où les côtes découpées et les multiples îles rappellent les décors du film. Le repaire de Porco Rosso semble d'ailleurs être inspiré de l'une d'elles en particulier : celle de Vis et sa fameuse plage de Stiniva (hr). Le manga dont le film est tiré situe l'histoire en 1929, et l'on voit dès les premières images un Porco se reposant, le visage recouvert par un magazine daté de cette année.
L'action se déroule donc entre la Première et la Deuxième Guerre mondiale. À cette époque et depuis le traité de Rapallo, l'Istrie est sous contrôle italien. Plusieurs éléments attestent que l'Italie où évolue Porco est sous un régime fasciste : le film figure des parades militaires où les gardes portent des uniformes aux couleurs variées, mais au style reconnaissable évoquant les tenues des Balillas, et Porco lui-même, dans les dialogues, déclare préférer être un « cochon décadent qu'un fasciste ». Le gérant du magasin de munitions approvisionnant Porco mentionne par ailleurs qu'il y a « encore un changement de gouvernement », ce qui ancre l'histoire peu après 1924, lorsque le Traité de Rome a étendu l'influence de l'Italie mussolinienne sur la région de Fiume (aujourd'hui Rijeka en Croatie). Dans ces années, l'Italie souffre encore comme toute l'Europe des séquelles de la Première Guerre mondiale et de la récession économique qui atteint le continent dans les années 1920, mais la crise dont il est question dans le film est la Grande Dépression qui affecte le monde des années 1930.
À noter que le titre du film, Porco Rosso, est une allusion directement liée à la dénomination dont les fascistes affublaient les opposants au régime du Duce. À l'origine et plus spécifiquement, les mots « porco rosso » / « porc rouge » se voulaient être une insulte qui désignait les communistes. Elle a pris plus tard, dans l'histoire de la montée du fascisme, une connotation plus générale, comprenant potentiellement l'ensemble de ceux qui étaient contre le régime dictatorial.

### La guerre
Comme dans d'autres œuvres de Miyazaki (voir par exemple Nausicaä, Le Château ambulant ou Princesse Mononoké), la guerre est montrée sous le jour de son absurdité, de sa vanité et des pertes qu'elle cause. Une scène onirique évoque les pilotes morts au combat, et le combat final qui oppose Porco à Curtis laisse les deux adversaires dans un état physique également déplorable.

### Un héros solitaire gardant contact avec le monde
Porco Rosso doit son apparence au sort qu'il se serait jeté après avoir perdu foi en la nature humaine,. Bien que vivant sur une île déserte, Porco ne s'est pas coupé du monde extérieur, comme en témoignent la présence de journaux, d'une radio et d'un téléphone (dont la liaison a pu être établie on ne sait trop comment). Malgré quelques indices, on ne sait pas réellement s'il retrouve un visage humain à la fin du film.
Dans diverses interviews[Lesquelles ?], Miyazaki suggère une interprétation différente sur la transformation du héros en cochon. Le cochon décrit dans le film pourrait être Miyazaki lui-même. Un homme d'âge mûr qui rêvait dans sa jeunesse de changer le monde (Miyazaki était marxiste), et qui petit à petit s'est transformé en porc en se compromettant avec le système. Car si Porco est un marginal, ce n'est pas tant pour défendre un quelconque idéal que pour être indépendant et se complaire librement dans un petit confort personnel.[réf. souhaitée]
Distinguant certaines similitudes dans le comportement humain et celui des cochons, Miyazaki choisit donc symboliquement cet animal pour représenter son héros : « Pour les Japonais, le cochon est un animal pour lequel on a de l'affection, mais qu'on ne respecte pas. Pour moi, c'est un animal avare, capricieux et qui n'est pas sociable… En termes bouddhistes, il a tous les défauts de l'être humain : il est égoïste, fait tout ce qu'il ne faut pas faire, jouit de sa liberté. Il nous ressemble beaucoup ! ». Le cochon convient donc parfaitement au personnage : pilote solitaire et marginal, Marco ne veut pas faire la guerre et tuer mais se complaît dans l'illégalité et les grosses primes.

### Des références internes et externes
Le film est parsemé de références à l'Italie d'entre-deux guerres, à l'univers de Miyazaki, et à Miyazaki lui-même.
Le Temps des cerises, chanson emblématique de la Commune de Paris, que Gina chante dans le film, traduit l'amertume de Miyazaki quant à l’échec du socialisme. Les prénoms donnés aux personnages de Porco (Marco Pagot, avant qu'il ne soit changé en cochon) et Gina sont un hommage direct à Marco Pagot et sa sœur Gi, enfants de Nino Pagot (it), créateur avec son frère Toni (it) de Calimero, mais également de l'adaptation en série d'animation de Sherlock Holmes, sur laquelle Miyazaki a travaillé comme character designer et réalisateur avant de créer le studio Ghibli. La biographie de Gina, veuve de pilote, rappelle d'ailleurs celle de Marie Hudson, gouvernante de Sherlock Holmes, et dont Miyazaki a fait un personnage central dans les épisodes L'enlèvement de Madame Hudson et L'aéropostale. Sur le moteur que Piccolo installe sur l'hydravion de Porco, on peut voir écrit « Ghibli ». C'est l'une des rares autoréférences au studio visibles dans le long-métrage. Ghibli est le nom de l'avion Caproni Ca.309 : Miyazaki a choisi ce nom pour son studio, puisque son père, ancien pilote, a piloté cet avion. Par ailleurs, une référence à Porco Rosso apparaît dans Si tu tends l'oreille, sur la pendule dans la boutique.
Miyazaki utilise aussi le procédé de la mise en abyme. Durant son séjour à Milan, Porco en profite pour rendre visite à un de ses vieux camarades d'armes lors d'un film au cinéma, en attendant la fin des réparations de son hydravion. Le film projeté est un film d'animation dans lequel on peut voir un cochon pilote d'avion tenant le rôle du méchant.
Il est par ailleurs rare de voir autant de références à des marques commerciales dans un film de Miyazaki. Elles contribuent au réalisme de la narration. On voit un paquet de cigarettes Gitanes, posé sur la table lorsque Porco vérifie ses munitions avant son duel avec Curtis. Au début de la scène de poursuite avec la police fasciste, lorsque Porco s'arrête pour prendre Fio, la marque Fiat apparaît sur la calandre du camion. On peut aussi voir la marque d'essence Shell lorsque Porco veut faire le plein.

### Un hommage à l'histoire de l'aviation

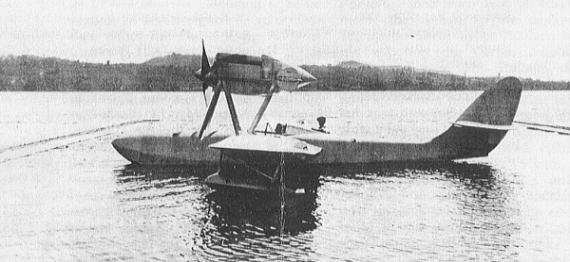
Le Macchi M.33

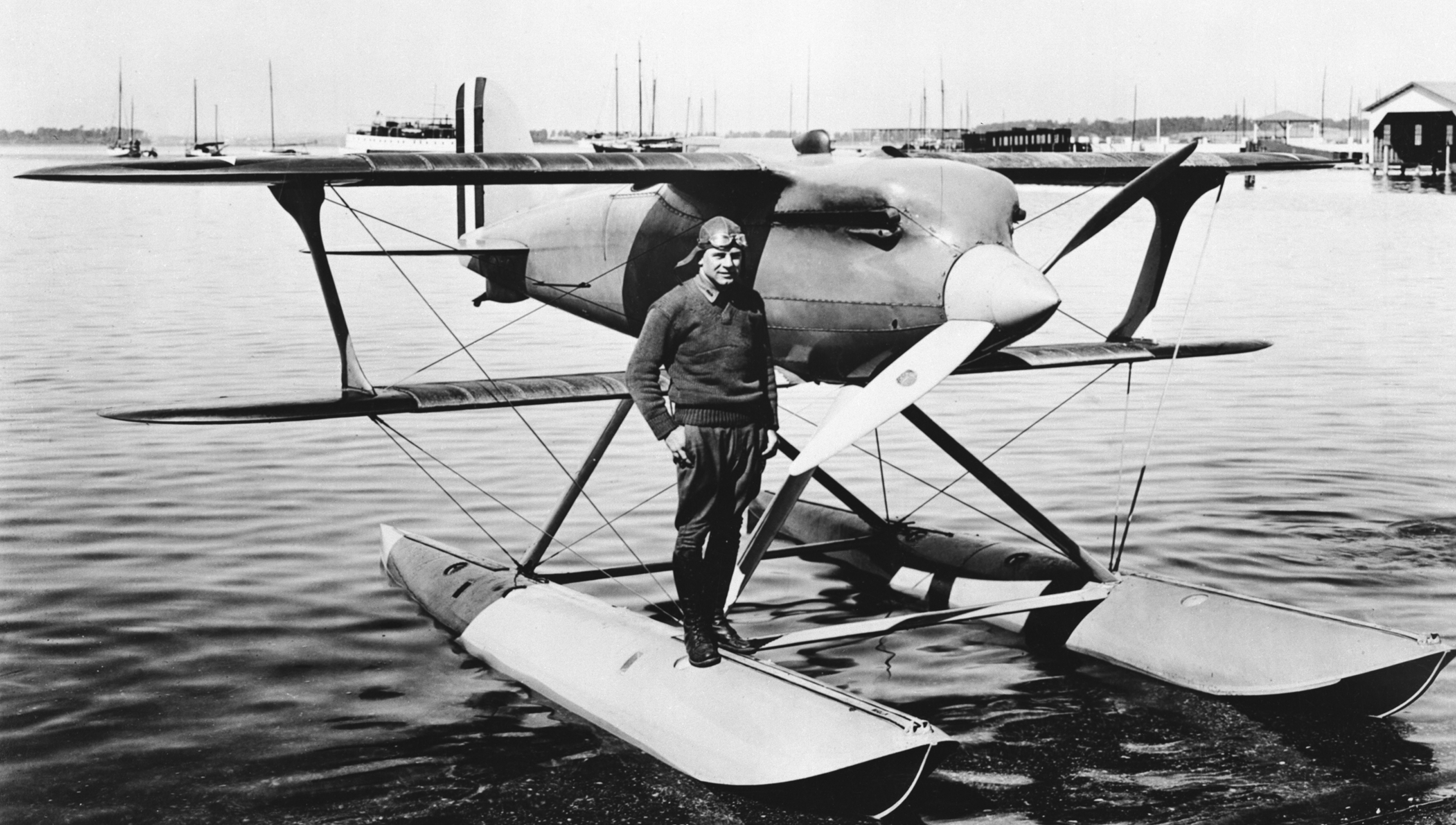
Le Curtiss vainqueur du trophée Schneider en 1925.

L'hydravion de Porco Rosso a parfois été comparé à un Savoia S.21. Le vrai S.21 est en réalité un biplan. Pour le design de l'avion, Miyazaki semble s'être inspiré du Macchi M.33 et a réuni les deux ailes en une aile monocoque placée au-dessus du fuselage.
Le nom de la bande des pirates, les Mama Aiuto, vient de l'hydravion CANT Z.501, dont la ligne a inspiré celui des pirates. Cet appareil a été souvent utilisé pour le secours en mer, et les marins italiens l'avaient surnommé « Mamma aiuto ! » (« Maman, au secours ! »).
Le trophée Schneider, évoqué dans le film, a bel et bien existé. Il s'agit d'une ancienne course d'hydravions. Paolo Piccolo évoque le fait qu'en 1925 un Curtiss ait remporté la coupe en battant un appareil italien : c'est également exact. Par la suite, son pilote, James Doolittle, s'illustrera en conduisant le premier raid aérien sur le Japon de la Seconde Guerre mondiale, motivant peut-être le choix de Miyazaki de faire d'un pilote de Curtiss l'antagoniste de son œuvre.
Lors de la scène de la mer de nuages, les avions pilotés par l'escadron de Porco semblent être des Macchi M.5. Ils peuvent être confondus avec le Macchi M.7, successeur très similaire, mais celui-ci ne sera mis en service qu'en 1919, après la fin de la Première Guerre mondiale.
Après leur fuite de Milan, Porco et Fio sont approchés par un ami pilote de l'aéronavale. Son avion ressemble beaucoup à un Macchi M.39 ou M.52, se différenciant du Macchi M.67 par l'absence de radiateur sur le fuselage. Aucun de ces trois modèles n'a d'ailleurs été utilisé par l'armée, tous ayant été conçus pour participer à la Coupe Schneider.

## Autour du film
Le moteur Fiat Folgore A.S.2 (en) du Savoia S.21 que le vieux Piccolo présente à Porco est estampillé « Ghibli » et l'on retrouve aussi le nom sur une enseigne en arrière-plan quand Porco conduit le camion Fiat. Il s'agit d'auto-références sous forme de clin d’œil.
Début 2011, des rumeurs ont fait état de la préparation d'un second film avec Porco Rosso comme héros. Il n'en est finalement rien : ces rumeurs ont été démenties par Hiromasa Yonebayashi.
En 2017, un Kodiak 100 de la Setouchi SEAPLANES (ja) (une compagnie aérienne proposant des vols à basse altitude au-dessus de la mer intérieure de Seto) est repeint aux couleurs de l'avion de Porco sous la houlette de Hayao Miyazaki et Toshio Suzuki.

## Distinctions
Le film a reçu en 1993 le Cristal du long métrage au festival international du film d'animation d'Annecy.